# Хроококковые
Хрооко́кковые (лат. Chroococcales) — порядок цианобактерий (синезелёных водорослей). Представители порядка — одиночные и колониальные формы, не образующие слоевища; живут свободно или прикреплённо, размножаются в основном делением клеток. В порядке семь семейств.
Наиболее широко распространены роды:
- Микроцистис (Microcystis) — род, относящийся к семейству Microcystiaceae. Объединяет виды с шаровидными, эллипсоидными или неправильной формы колониями, иногда продырявленными. Клетки у многих видов имеют газовые вакуоли. Обитают микроцистисы в морских и пресных водоёмах, часто участвуя в «цветении» воды. Иногда встречаются на почве. Большинство видов — хорошие продуценты органического вещества. Отдельные виды содержат токсичные вещества.
  - Особенно широко распространён Микроцистис синевато-зелёный (Microcystis aeruqinosa). Его колонии могут быть разнообразной формы, имеют чёткие очертания, а клетки содержат газовые вакуоли. Микроцистис синевато-зелёный нередко участвует в «цветении» воды. Широко распространён ещё один вид, Microcystis flos-aqua. Его колонии сплошные или неясно продырявленные, с расплывчатыми очертаниями.
- Афанотеце (Aphanothece) также относится к семейству Microcystiaceae. Его представители иногда образуют микроколонии размерами с голубиное яйцо. Клетки эллипсоидные или цилиндрические.
  - Наиболее часто встречается Афанотеце прудовая (Aphanothece stagnina), образующая в прибрежьях пресных водоёмов крупные студенистые колонии.
- Глеокапса (Gloeocapsa) относится к одноимённому семейству. Его представители формируют слизистые колонии, покрытые общим слоистым чехлом, внутри которого последовательно располагаются клетки, также покрытые чехлом. Обитает глеокапса в почве, на скалах, камнях, в воде. У водных видов слизь бесцветная. Наземные формы окрашены в красные, фиолетовые и чёрно-фиолетовые тона.
  - Наиболее часто встречаются Глеокапса озёрная (Gloeocapsa limnetica), Глеокапса меньшая (Gloeocapsa minor), Глеокапса пухлая (Gloeocapsa turgida), Глеокапса осадочная (Gloeocapsa magma).